# Pycnocoma reygaertii
Pycnocoma reygaertii är en törelväxtart som beskrevs av De Wild.. Pycnocoma reygaertii ingår i släktet Pycnocoma och familjen törelväxter. Inga underarter finns listade i Catalogue of Life.